# Бумпе-Нґао
Бу́мпе-Нґа́о або Бу́мпе-Ґа́о або Бу́мпе-Нґа́во або Бу́мпе (англ. Bumpe-Ngao, Bumpe-Gao, Bumpe-Ngawo, Bumpeh) — одне із 15 вождівств округу Бо Південної провінції Сьєрра-Леоне. Адміністративний центр — містечко Бумпе.
Населення округу становить 44279 осіб (2015; 38495 в 2008, 35642 в 2004).

## Адміністративний поділ
У адміністративному відношенні вождівство складається з 10 секцій:
| №  | Назва     | Оригінальна назва | Площа, км² | Населення, осіб (2008) | Адміністративний центр |
| -- | --------- | ----------------- | ---------- | ---------------------- | ---------------------- |
| 1  | Бонґо     | Bongo             | -          | -                      | Бонґо                  |
| 2  | Бумпе     | Bumpe             | -          | 12334                  | Бумпе                  |
| 3  | Валігун   | Walihun           | -          | 10763                  | Валігун                |
| 4  | Єнґема    | Yengema           | -          | -                      | -                      |
| 5  | Кпетема   | Kpetema           | -          | 12334                  | Кпетема                |
| 6  | Сан       | Sahn              | -          | 10763                  | -                      |
| 7  | Севама    | Sewama            | -          | 10763                  | -                      |
| 8  | Серабу    | Serabu            | -          | -                      | Серабу                 |
| 9  | Танінагун | Taninahun         | -          | -                      | Танінагун              |
| 10 | Фоя       | Foya              | -          | 12334                  | Фоя                    |